# Теодора Поштич
Теодора Поштич (словен. Teodora Poštič; *25 вересня 1984, Єсеніце, Югославія) — словенська фігуристка, що виступає у жіночому одиночному фігурному катанні, найкраща фігуристка своєї країни 2-ї половини 2000-х років, учасниця престижних міжнародних турнірів з фігурного катання.
Вона — п'ятиразова чемпіонка Словенії (2006—2010, поспіль). На міжнародній арені займає здебільшого невисокі місця — так на Чемпіонатах Європи найкращим досягненням є 18-те місце 2009 року, а на світових першостях ніколи не кваліфікувалася для виконання довільної програми.
У вересні 2009 року на турнірі «Nebelhorn Trophy» — 2009 стала 5-ю і завоювала для Словенії одну путівку в жіночому одиночному катанні на турнірі з фігурного катання на Зимових Олімпійських іграх у Ванкувері (2010), де посіла 27-ме місце (із 30 учасниць).

## Спортивні досягнення

### Після 2004 року
| Сезони/Змагання                         | 2004/2005 | 2005/2006 | 2006/2007 | 2007/2008 | 2008/2009 | 2009/2010 |
| --------------------------------------- | --------- | --------- | --------- | --------- | --------- | --------- |
| Зимові Олімпійські ігри                 |           |           |           |           |           | 27        |
| Чемпіонати світу з фігурного катання    |           | 30        | 36        |           | 35        |           |
| Чемпіонати Європи з фігурного катання   | 30        | 20        |           | 36        | 18        | 19        |
| Чемпіонати Словенії з фігурного катання |           | 1         | 1         | 1         | 1         | 1         |
| Турніри: «Nebelhorn Trophy»             |           |           |           |           |           | 5         |
| Турніри: «Золотий ковзан Загреба»       | 12        | 5         | 6         | 12        | 8         | 7         |
| Меморіали Карла Шефера                  | 14        |           |           |           | 20        |           |
| Зимові Універсіади                      |           |           |           |           | 17        |           |
| Турніри: «Triglav Trophy»               |           |           |           |           | 5         |           |
| Меморіали Ондрея Непела                 |           |           |           | 4         |           |           |
| Турніри: «Merano Cup»                   |           |           |           | 5         |           |           |
| Турніри: «Dragon Trophy»                | 2J.       |           |           |           |           |           |

- J = юниорский уровень

### до 2004 року
| Сезони/Змагання                                    | 1997/1998 | 1998/1999 | 1999/2000 | 2000/2001 | 2001/2002 | 2002/2003 | 2003/2004 |
| -------------------------------------------------- | --------- | --------- | --------- | --------- | --------- | --------- | --------- |
| Чемпіонати світу з фігурного катання серед юніорів |           |           |           |           | 39        |           | 23        |
| Чемпіонати Словенії з фігурного катання            | 6J.       | 6J.       | 5         | 3         | 3         | 3         | 2         |
| Турніри: «Helena Pajovic Cup»                      |           |           |           |           |           |           | 4J.       |
| Етапи юніорського Гран-Прі, Словаччина             |           |           |           |           |           |           | 14        |
| Етапи юніорського Гран-Прі, Словенія               |           |           |           |           |           |           | 14        |
| Етапи юніорського Гран-Прі, Нідерланди             |           |           | 16        |           | 10        |           |           |
| Етапи юніорського Гран-Прі, Болгарія               |           |           |           |           | 10        |           |           |
| Етапи юніорського Гран-Прі, Україна                |           |           |           | 19        |           |           |           |
| Етапи юніорського Гран-Прі, Хорватія               |           |           | 10        |           |           |           |           |
| Турніри: «Золотий ковзан Загреба»                  |           |           |           | 24        |           |           |           |
| Турніри: «Golden Bear of Zagreb»                   |           | 6J.       |           | 11J.      | 3J.       |           |           |
| Турніри: «Dragon Trophy»                           |           |           |           |           |           | WD        | 2J.       |
| Європейські юнацькі олімпійські дні                |           |           |           |           |           | 17J.      |           |
| Турніри: «Triglav Trophy»                          | 22N.      |           |           | 12        | 16        | 5J.       |           |

- N = рівень новачків; J = юніорський рівень; WD = знялась зі змагань